# 前32世纪
| 千纪： | 前5千纪 \| 前4千纪 \| 前3千纪 |
| 世纪： | 前35世纪 \| 前34世纪 \| 前33世纪 \| 前32世纪 \| 前31世纪 \| 前30世纪 \| 前29世纪                                                         |
| 年代： | 前3190年代 \| 前3180年代 \| 前3170年代 \| 前3160年代 \| 前3150年代 \| 前3140年代 \| 前3130年代 \| 前3120年代 \| 前3110年代 \| 前3100年代 |

前3200年至前3101年的这一段期间被称为前32世纪。

## 重要事件、发展与成就
- 埃及：
  - 埃及初期王國時代開始（第一、第二王朝）。
  - 約瑟祿王首都定於孟斐斯。
  - 烏魯斯王統治下之金字塔文書出現。諸侯開始各自獨立。

- 科学技术

- 战争与政治
  - 涿鹿之战中黄帝战胜蚩尤成为中国天下共主[1]
  - 蘇美爾人開始在美索不達米亞（又稱兩河流域）南部建立城邦（約前3200）

- 公元前32世纪的天灾人祸

- 文化娱乐

- 疾病与医学

- 环境与自然资源